# Fussballclub Aarau 1902 2002-2003
Questa voce raccoglie le informazioni riguardanti il Fussballclub Aarau 1902 nelle competizioni ufficiali della stagione 2002-2003.

## Stagione
Nella stagione 2002-2003 l'Aarau, allenato da Alain Geiger, concluse il campionato di Lega Nazionale A al 12º posto. L'Aarau concluse il torneo di promozione/relegazione al 1º posto.

## Rosa
| N. |                     | Ruolo | Calciatore        |
| -- | ------------------- | ----- | ----------------- |
| 2  | Svizzera (bandiera) | D     | Flavio Schmid     |
| 3  | Italia (bandiera)   | D     | Davide Moretto    |
| 6  | Svizzera (bandiera) | D     | Frédéric Page     |
| 8  | Ghana (bandiera)    | C     | Charles Wittl     |
| 10 | Svizzera (bandiera) | C     | Gerardo Seoane    |
| 14 | Burundi (bandiera)  | C     | David Opango      |
| 17 | Svizzera (bandiera) | A     | Patrick de Napoli |
| 23 | Svizzera (bandiera) | P     | Massimo Colomba   |
| 24 | Svizzera (bandiera) | D     | Matteo Vanetta    |
| 25 | Svizzera (bandiera) | D     | Luca Denicolá     |
| 26 | Polonia (bandiera)  | C     | Marek Citko       |
| 34 | Austria (bandiera)  | D     | Emanuel Pogatetz  |
| 35 | Svizzera (bandiera) | A     | Rainer Bieli      |
| 1  | Svizzera (bandiera) | P     | Ivan Benito       |
| 18 | Svizzera (bandiera) | P     | Alex Kollbrunner  |
| 4  | Svizzera (bandiera) | D     | Marco Walker      |

| N. |                     | Ruolo | Calciatore         |
| -- | ------------------- | ----- | ------------------ |
| 7  | Italia (bandiera)   | C     | Roberto Baldassari |
| 14 | Svizzera (bandiera) | C     | Manuel Bühler      |
| 22 | Svizzera (bandiera) | C     | David Degen        |
| 12 | Senegal (bandiera)  | C     | Lamine Diarra      |
| 20 | Senegal (bandiera)  | C     | Mamadou Diarra     |
| 11 | Senegal (bandiera)  | C     | Pape Diop          |
| 19 | Svizzera (bandiera) | C     | Roman Friedli      |
| 27 | Svizzera (bandiera) | C     | Sven Lüscher       |
| 15 | Svizzera (bandiera) | C     | Elvir Melunovic    |
| 29 | Svizzera (bandiera) | C     | Francesco Nucera   |
| 21 | Svizzera (bandiera) | C     | Manuel Schenker    |
| 5  | Polonia (bandiera)  | C     | Dariusz Skrzypczak |
| 13 | Svizzera (bandiera) | A     | Frédéric Chassot   |
| 9  | Nigeria (bandiera)  | A     | Christian Okpala   |
| 9  | Ucraina (bandiera)  | A     | Serhij Skačenko    |

## Organigramma societario
Area tecnica
- Allenatore: Alain Geiger
- Allenatore in seconda:
- Preparatore dei portieri:
- Preparatori atletici:

## Calciomercato

### Sessione estiva
| Acquisti | Acquisti | Acquisti | Acquisti |
| R.       | Nome     | da       | Modalità |
| -------- | -------- | -------- | -------- |

| Cessioni | Cessioni | Cessioni | Cessioni |
| R.       | Nome     | a        | Modalità |
| -------- | -------- | -------- | -------- |

### Sessione invernale
| Acquisti | Acquisti | Acquisti | Acquisti |
| R.       | Nome     | da       | Modalità |
| -------- | -------- | -------- | -------- |

| Cessioni | Cessioni | Cessioni | Cessioni |
| R.       | Nome     | a        | Modalità |
| -------- | -------- | -------- | -------- |

## Risultati

### Lega Nazionale A

#### andata
| Arbitro: | Busacca |

|  |           |             |
|  | Marcatori | 19’ Giménez |

| Arbitro: | Bertolini |

|                                                   |           |  |
| Lustrinelli 2’ Mordeku 38’ Naldo 62’ Pavlovic 66’ | Marcatori |  |

| Arbitro: | Rutz |

|                             |           |                              |
| de Napoli 34’ Melunovic 62’ | Marcatori | 25’, 59’ Petrić 57’ Baturina |

| Arbitro: | Wildhaber |

|                             |           |  |
| Melunovic 59’ de Napoli 90’ | Marcatori |  |

| Arbitro: | Schüttengruber |

|               |           |  |
| Chapuisat 89’ | Marcatori |  |

| Arbitro: | Nobs |

|           |           |          |
| Degen 72’ | Marcatori | 7’ Alves |

| Arbitro: | Circhetta |

|                       |           |             |
| Shereni 48’ Ojong 62’ | Marcatori | 10’ Chassot |

| Arbitro: | Busacca |

|                      |           |          |
| Diarra 53’, 59’, 90’ | Marcatori | 6’ Yasar |

| Arbitro: | Rogalla |

|                                                     |           |  |
| Senderos 25’ Diogo 67’ Thurre 77’ Lombardo 87’, 90’ | Marcatori |  |

| Arbitro: | Bertolini |

|               |           |                       |
| de Napoli 21’ | Marcatori | 39’ Monteiro 90’ Muff |

| Arbitro: | Petignat |

|                        |           |  |
| Renfer 21’ Cerrone 46’ | Marcatori |  |

#### ritorno
| Arbitro: | Wildhaber |

|                                        |           |  |
| Giménez 4’, 54’ Barberis 71’ Yakın 90’ | Marcatori |  |

| Aarau 21 settembre 2002, ore 17:30 CEST 13ª giornata | Aarau     | 0 – 0 referto | Wil | Stadion Brügglifeld (2 900 spett.)\| Arbitro: \| Bertolini \| |
| Arbitro:                                             | Bertolini |               |     |                                                               |

| Arbitro: | Circhetta |

|                                   |           |  |
| Petrić 37’ Baturina 54’ Núñez 60’ | Marcatori |  |

| Arbitro: | Rutz |

|                             |           |            |
| Zambaz 53’ Rey 62’ Simo 84’ | Marcatori | 25’ Seoane |

| Arbitro: | Leuba |

|              |           |            |
| de Napoli 5’ | Marcatori | 81’ Magnin |

| Arbitro: | Wildhaber |

|                 |           |  |
| Gane 65’ (rig.) | Marcatori |  |

| Arbitro: | Mostböck |

|                                     |           |  |
| Chassot 55’ Bieli 61’ Previtali 90’ | Marcatori |  |

| Arbitro: | Circhetta |

|             |           |                           |
| Bastida 32’ | Marcatori | 77’ de Napoli 87’ Chassot |

| Arbitro: | Etter |

|  |           |                             |
|  | Marcatori | 15’ Obradović 23’, 82’ Frei |

| Arbitro: | Beck |

|                           |           |  |
| Muff 22’ Brand 87’ (rig.) | Marcatori |  |

| Arbitro: | Leuba |

|                     |           |  |
| Degen 35’ Bieli 80’ | Marcatori |  |

### Torneo di promozione/relegazione

#### andata
| Arbitro: | Rutz |

|                                        |           |  |
| de Napoli 60’ Pogatetz 66’ Chassot 90’ | Marcatori |  |

| Arbitro: | Rogalla |

|  |           |             |
|  | Marcatori | 45’ Vanetta |

| Arbitro: | Leuba |

|                                                     |           |          |
| Bieli 16’, 33’ de Napoli 23’, 66’ Ritter 86’ (aut.) | Marcatori | 49’ Zarn |

| 23 marzo 2003 4ª giornata |  | – turno di riposo |  |  |

| Arbitro: | Etter |

|           |           |                         |
| Owusu 22’ | Marcatori | 59’ Bieli 79’ de Napoli |

| Arbitro: | Kever |

|               |           |                    |
| de Napoli 16’ | Marcatori | 44’ Neri 76’ Burri |

| San Gallo 21 aprile 2003, ore 16:15 CEST 7ª giornata | San Gallo | 0 – 0 referto | Aarau | Stadio Espenmoos (10 700 spett.)\| Arbitro: \| Busacca \| |
| Arbitro:                                             | Busacca   |               |       |                                                           |

#### ritorno
| Arbitro: | Circhetta |

|             |           |  |
| Colomba 28’ | Marcatori |  |

| Arbitro: | Laperrière |

|           |           |                                                     |
| Ekubo 87’ | Marcatori | 11’ Vanetta 16’ Seoane 37’ (rig.) Citko 80’ Chassot |

| Arbitro: | Schoch |

|                        |           |  |
| Bieli 28’ Pogatetz 80’ | Marcatori |  |

| 18 maggio 2003 11ª giornata |  | – turno di riposo |  |  |

| Arbitro: | Rutz |

|                                         |           |                                                                 |
| Polverino 37’, 76’ (rig.) Polverino 50’ | Marcatori | 15’, 89’ Bieli 17’ Citko 57’ de Napoli 81’ Pogatetz 86’ Chassot |

| Arbitro: | Rogalla |

|                                          |           |                           |
| de Napoli 10’ Citko 55’ Chassot 75’, 81’ | Marcatori | 63’ Kavelashvili 85’ Muff |

| Arbitro: | Leuba |

|                                     |           |            |
| Isabella 13’ Screpis 80’ Carlos 90’ | Marcatori | 67’ Diarra |

## Statistiche

### Statistiche di squadra
| Competizione                     | Punti | In casa | In casa | In casa | In casa | In casa | In casa | In trasferta | In trasferta | In trasferta | In trasferta | In trasferta | In trasferta | Totale | Totale | Totale | Totale | Totale | Totale | DR  |
| Competizione                     | Punti | G       | V       | N       | P       | Gf      | Gs      | G            | V            | N            | P            | Gf           | Gs           | G      | V      | N      | P      | Gf     | Gs     | DR  |
| -------------------------------- | ----- | ------- | ------- | ------- | ------- | ------- | ------- | ------------ | ------------ | ------------ | ------------ | ------------ | ------------ | ------ | ------ | ------ | ------ | ------ | ------ | --- |
| Lega Nazionale A                 | 18    | 11      | 4       | 3       | 4       | 15      | 12      | 11           | 1            | 0            | 10           | 4            | 28           | 22     | 5      | 3      | 14     | 19     | 40     | -21 |
| Torneo di promozione/relegazione | -     | 6       | 5       | 0       | 1       | 16      | 5       | 6            | 4            | 1            | 1            | 14           | 8            | 12     | 9      | 1      | 2      | 30     | 13     | +17 |
| Totale                           | 18    | 17      | 9       | 3       | 5       | 31      | 17      | 17           | 5            | 1            | 11           | 18           | 36           | 34     | 14     | 4      | 16     | 49     | 53     | -4  |

### Andamento in campionato
| Giornata  | 1 | 2  | 3  | 4  | 5  | 6  | 7  | 8  | 9  | 10 | 11 | 12 | 13 | 14 | 15 | 16 | 17 | 18 | 19 | 20 | 21 | 22 |
| --------- | - | -- | -- | -- | -- | -- | -- | -- | -- | -- | -- | -- | -- | -- | -- | -- | -- | -- | -- | -- | -- | -- |
| Luogo     | C | T  | C  | C  | T  | C  | T  | C  | T  | C  | T  | T  | C  | T  | T  | C  | T  | C  | T  | C  | T  | C  |
| Risultato | P | P  | P  | V  | P  | N  | P  | V  | P  | P  | P  | P  | N  | P  | P  | N  | P  | V  | V  | P  | P  | V  |
| Posizione | 8 | 11 | 12 | 10 | 11 | 11 | 12 | 12 | 12 | 12 | 12 | 12 | 12 | 12 | 12 | 12 | 12 | 12 | 12 | 12 | 12 | 12 |

Legenda:

Luogo: C = Casa; T = Trasferta. Risultato: V = Vittoria; N = Pareggio; P = Sconfitta.

### Statistiche dei giocatori
| R. Baldassari  | 0  | 0 | 0 | 0 |
| I. Benito      | 8  | 0 | 0 | 0 |
| R. Bieli       | 8  | 2 | 2 | 0 |
| M. Bühler      | 9  | 0 | 0 | 0 |
| F. Chassot     | 18 | 3 | 2 | 1 |
| M. Citko       | 11 | 3 | 2 | 0 |
| M. Colomba     | 14 | 0 | 0 | 0 |
| D. Degen       | 16 | 2 | 3 | 0 |
| L. Denicolá    | 6  | 0 | 0 | 0 |
| L. Diarra      | 16 | 3 | 1 | 1 |
| M. Diarra      | 3  | 0 | 0 | 0 |
| P. Diop        | 15 | 0 | 2 | 0 |
| R. Friedli     | 19 | 0 | 3 | 0 |
| C. Gloor       | 4  | 0 | 0 | 0 |
| A. Kollbrunner | 0  | 0 | 0 | 0 |
| S. Lüscher     | 1  | 0 | 0 | 0 |
| E. Melunovic   | 18 | 2 | 1 | 0 |
| D. Moretto     | 8  | 0 | 0 | 0 |
| F. Nucera      | 4  | 0 | 0 | 0 |
| C. Okpala      | 9  | 0 | 1 | 0 |
| D. Opango      | 0  | 0 | 0 | 0 |
| F. Page        | 22 | 0 | 0 | 0 |
| E. Pogatetz    | 11 | 0 | 6 | 0 |
| I. Previtali   | 18 | 1 | 1 | 0 |
| M. Schenker    | 3  | 0 | 1 | 0 |
| F. Schmid      | 13 | 0 | 1 | 0 |
| A. Schultz     | 3  | 0 | 0 | 0 |
| G. Seoane      | 20 | 1 | 2 | 0 |
| S. Skačenko    | 4  | 0 | 0 | 0 |
| D. Skrzypczak  | 14 | 0 | 1 | 0 |
| M. Vanetta     | 12 | 2 | 2 | 0 |
| M. Walker      | 13 | 0 | 3 | 0 |
| C. Wittl       | 11 | 0 | 1 | 0 |
| P. de Napoli   | 21 | 5 | 5 | 0 |